# Mirnyj (obwód kurski)
Mirnyj (ros. Мирный) – osiedle typu wiejskiego w zachodniej Rosji, w sielsowiecie zamostjańskim rejonu sudżańskiego w obwodzie kurskim.

## Geografia
Miejscowość położona jest 3 km od centrum administracyjnego sielsowietu zamostjańskiego (Zamostje), 4,5 km od centrum administracyjnego rejonu (Sudża), 84 km od Kurska.

## Demografia
W 2010 r. miejscowość zamieszkiwało 305 osób.